# Kizljar
Kizljar (rusky Кизля́р) je město v Dagestánu v Ruské federaci. Leží v deltě řeky Těrek u hranice s Čečenskem, zhruba 65 kilometrů severně od Chasavjurtu a zhruba 220 kilometrů na severozápad od hlavního města Machačkaly. V roce 2010 zde žilo bezmála 50 tisíc obyvatel.
Kizljar byl absolutním nejvzdálenějším bodem kterého dosáhly v listopadu 1942 německé ozbrojené síly ve svém postupu do SSSR během druhé světové války v rámci Operace Blau. Wehrmacht se v tomto bodě zastavil před nadcházející zimou. Později musel ustoupit zpět tak aby nebyl odříznut sovětským protiútokem po jejich úspěchu v Bitvě o Stalingrad.
Během první čečenské války v lednu 1996 přepadlo místní nemocnici čečenské komando v čele s velitelem Salmanem Radujevem. Zadržel zde tehdy asi dva tisíce lidí jako rukojmí. Přesunul se s nimi do obce Pervomajskoje, kterou pak ruské jednotky srovnaly se zemí. Zemřelo přitom 78 lidí.

## Významní rodáci
- Pjotr Ivanovič Bagration (10. července 1765 — 12. září 1812) ruský generál v době napoleonských válek